# Mennetou-sur-Cher
 Mennetou-sur-Cher  es una población y comuna francesa, en la región de Centro, departamento de Loir y Cher, en el distrito de Romorantin-Lanthenay y cantón de Mennetou-sur-Cher.

## Demografía
| 950 | 967 | 984 | 900 | 827 | 903 | 880 |
| Para los censos de 1962 a 1999 la población legal corresponde a la población sin duplicidades (Fuente: INSEE [Consultar]) |     |     |     |     |     |     |